# Мелетије Јерусалимски
Патријарх Мелетије (грч. Πατριαρχης Μελετιος; 2. половина 17. века, Енос, Источна Тракија, Османско царство - после марта 1737.) - епископ Јерусалимске православне цркве, патријарх Јерусалима и све Палестине .

## Биографија
Од 1698. године био је један од епитропа (викара) јерусалимског патријарха у Светој земљи,  Доситеја II, затим код Хрисанта. Овај га је унапред припремио за свог наследника, уздижући га у чин митрополита Кесарије у Палестини – ова столица је традиционално била намењена наследнику патријарха. Време увођења у трон је најкасније у лето 1725. када је Хрисант последњи пут посетио Палестину.
Пред све већим утицајем Фанара на блискоисточне православне цркве, братство Светог гроба настојало је да задржи јерусалимски престо под својом контролом и избегне мешање цариградског патријарха у избор јерусалимског патријарха. Тако је Јерусалимска патријаршија развила праксу званичног постављања наследника садашњег патријарха и често чак и преноса власти на њега још за живота његовог претходника. Патријарх Хрисант је 1730. године позвао митрополита Мелетија у Цариград и предочио Синоду Цариградске патријаршије и фанариотском племству (великом драгоману Високе Порте, владарима дунавских кнежевина и др.) свој тестамент, у коме је указао на митрополит кесаријски као наследник и запретио гневом Божијим онима који су се усудили да уклоне Мелетија из Патријаршије. Његова смрт наступила је 7. фебруара 1731 године, па се Мелетијево ступање на престо мора датирати око почетка фебруара. Његов избор на захтев цариградског патријарха Пајсија II одобрио је берат османског султана. Мелетијево писмо захвалности Пајсију је од 23. фебруара. Ступањем патријарха Мелетија на патријаршијски трон окончана је 200 година хегемоније у Јерусалимској патријаршији пелопонеских родова, из којих су били номиновани патријарси и њихов најужи круг.
Мелетије је већи део своје патријаршије провео у Цариграду, што је до тада постало традиција међу јерусалимским првојерарсима. Међутим, између краја лета 1732. и краја пролећа 1734. био је у Палестини, где се поново заоштрила борба за контролу над светињама између грчких и јерменских црквених структура. Јануара 1734. потписан је ферман којим се „мале“ монофизитске заједнице Јерусалима пребацују под јурисдикцију Јерусалима јерменског патријарха и утврђује равноправност Јермена и Грка у примању Благодатног огња. После Васкрса 14. априла 1734. године патријарх Мелетије је отишао у Цариград. Схвативши да нема довољно средстава и утицаја да оспори привилегије које су добили Јермени, патријарх је отишао на пут у Западну Анадолију ради прикупљања милостиње. Петог октобра 1734. године издат је још један султанов ферман којим су потврђене привилегије Јермена у односу на света места. Међутим, док је био у Бурси, патријарх је сазнао за срамоту везира Али-паше и са њим повезаних представника јерменског племства. То је патријарху Мелетију и његовом епитропу, митрополиту ћесаријском Партенију (Геренису) дало прилику да обнове своју правну битку са јерусалимским патријархом Киркором. Тврдње о светим гробовима подржали су велики драгоман Узвишене Порте Александру Гика и цариградски патријарх Неофит ВИ. Грци су 1735. добили парницу и трајно обезбедили своја приоритетна права на посед светих места Палестине.
Одржавао је контакте са Русијом, који су, међутим, били много мање интензивни него у 17. веку. Политичка сарадња јерусалимских патријараха и руске владе је прошлост, Мелетијева преписка са Санкт Петербургом односила се искључиво на молбе за милостињу.
Старост и растући финансијски проблеми Јерусалимске патријаршије подстакли су патријарха Мелетија у марту 1737. да одлучи да абдицира у корист митрополита ћесаријског Партенија. Датум смрти је непознат.